# Hiéroglyphe égyptien M26
Pour les articles homonymes, voir Jonc (homonymie).

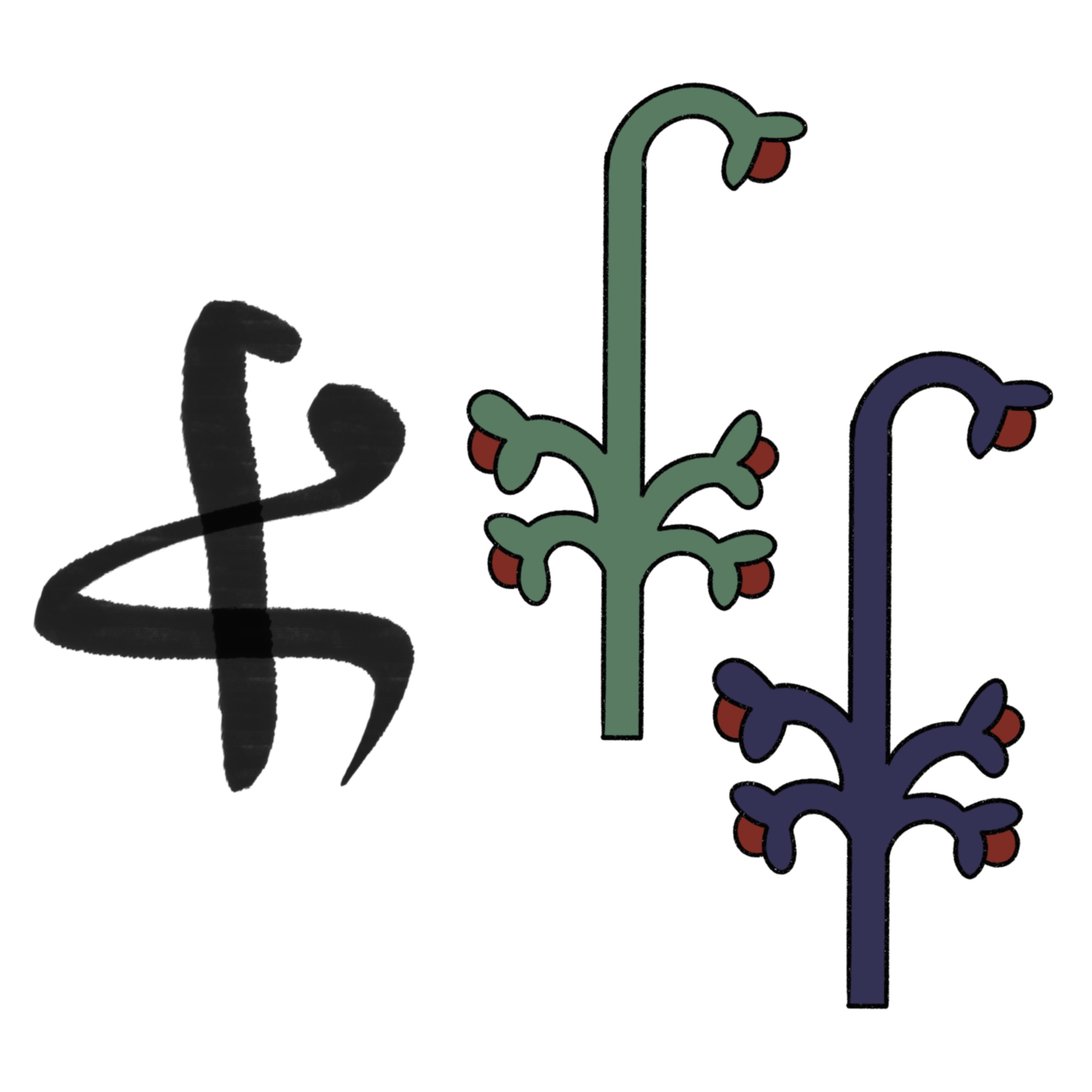
Version hiératique et hiéroglyphique

Le jonc swt en fleur, en hiéroglyphes égyptiens, est classifié dans la  section M « Arbres et plantes » de la liste de Gardiner ; il y est noté M26.

## Représentation
Il représente un plant de l'espèce swt, un genre de jonc, de souchet, de scirpe, de laîche, de carex ou autre de la famille des cypéracées (hiéroglyphe M23) en fleur poussant ou non sur un signe analogue à N17 représentant la terre. Originellement vert comme M23, il devient rapidement bleu pour s'en différencier. C'est un symbole de la Haute-Égypte. Il est translittéré šmˁ ou šmˁw.

## Utilisation
| M26 | a | w | N24 |

| M26 | a | w | N24 |

d'où découle sa fonction en tant que phonogramme trilitère de valeur šmˁ dans le terme šmˁ :
| S | m | a | M26 |

| S | m | a | M26 |